# 시끌별 녀석들 (2022년 애니메이션)
《시끌별 녀석들》(일본어: うる星やつら 우루세이 야쓰라[*])은 데이비드 프로덕션이 제작한 일본 애니메이션이다. 타카하시 루미코의 동명의 만화를 원작으로 하며, 키티 필름이 제작한 1981년판 애니메이션 이후 두 번째로 제작된 애니메이션이다. 2022년 10월 14일 후지 TV의 노이타미나 시간대에서 방영을 개시했다.
4쿨에 거쳐 총 46화 방영이 예정됐다.

## 출연진
- 라무 (성우: 우에사카 스미레)
  - 라무의 어머니 (성우: 히라노 후미)
- 모로보시 아타루 (성우: 카미야 히로시)
  - 아타루의 아버지 (성우: 후루카와 토시오)
- 미야케 시노부 (성우: 우치다 마아야)
- 멘도 슈타로 (성우: 미야노 마모루)
- 사쿠라 (성우: 사와시로 미유키)
- 사쿠란보(체리) (성우: 타카기 와타루)
- 란 (성우: 하나자와 카나)
- 오유키 (성우: 하야미 사오리)
- 벤텐 (성우: 이시가미 시즈카)
- 레이 (성우: 코니시 카츠유키)
- 쿠라마 (성우: 미즈키 나나)

## 제작 및 방영
2022년 1월 1일, 후지 TV의 노이타미나를 통해 신작 《시끌별 녀석들》 애니메이션이 2022년 10월 14일부터 방영된다고 발표했다.
- 원작: 타카하시 루미코
- 감독: 타카하시 히데야, 키무라 야스히로
- 시리즈 디엑터: 카메이 타카히로
- 시리즈 구성: 카와하라 유코
- 캐릭터 디자인: 아사노 나오유키
- 서브 캐릭터 디자인: 타카무라 카즈히로, 미키오
- 메카닉 디자인: JNTHED, 소노 요시히로
- 프롭 디자인: 히라타루
- 디자인 협력: 모리 사치코, 카토 하스시게, 엔도 유이
- 미술 감독: 노무라 마사노부
- 미술 설정: 아오키 카오루
- CG 디렉터: 오시마 칸지
- 촬영 감독: 나가타 유이치로
- 음향 감독: 이와나미 요시카즈
- 편집: 히로세 키요시
- 음악 프로듀서: 후나바시 무네히로
- 음악: 요코야마 마사루
- 음악 제작: FUJIPACIFIC MUSIC
- 제작 통괄: 가사마 수고
- 프로듀서: 타케에다 요시노리, 오시마 카즈키, 후지모토 노리코, 콘도 슈호, 하세베 마사키
- 애니메이션 프로듀서: 와카 마츠고
- 애니메이션 제작: 데이비드 프로덕션
- 제작: 애니메이션 "시끌별 녀석들" 제작위원회 (후지TV, 애니플러스, 소학관, 슈에이샤 프로덕션, FCC, 텐쓰, 데이비드 프로덕션)

후지 TV 계열 본방송 기준으로 삼는다.
- 후지 TV, 이와테 멘코이 TV, 사쿠란보 TV, 후쿠시마 TV, 사가 TV - 매주 금요일 밤 12시 55분 ~ 1시 25분
- TV 에히메 - 매주 금요일 새벽 1:05 ~ 1:35
- 아키타 TV - 매주 금요일 새벽 1:20 ~ 1:50
- 센다이 방송, 나가노 방송, TV 시즈오카, 가고시마 TV 방송 - 매주 금요일 1:30 ~ 2:00
- TV 구마모토 - 매주 금요일 새벽 1:45 ~ 2:15
- 니카타 종합 TV - 매주 금요일 새벽 1:50 ~ 2:20
- 간사이 TV 방송 - 매주 금요일 새벽 1:55 ~ 2:25
- 신히로시마 TV - 매주 금요일 새벽 2:00 ~ 2:30
- 도카이 TV - 매주 금요일 새벽 2:07 ~ 2:37
- 홋카이도 분카방송 - 매주 화요일 새벽 1:50 ~ 2:20
- 고치산산 TV, TV 미야자키 - 매주 금요일 새벽 1:00 ~ 1:34 (1주간 방송 지연)

- 일본 전역에서 전국권 CS채널인 AT-X로 볼 수 있는 매주 화요일 10시 30분 ~ 11시로 시청할 수 있다.
- 온라인 스트리밍 서비스에서 프라임 비디오, D아니메스토어, 넷플릭스, 디즈니+ 보실 수 있다.

## 회차
| 회차 | 방송일           | 서브 타이틀                                              | 비고 |
| ---- | ---------------- | -------------------------------------------------------- | ---- |
| 1    | 2022년 10월 14일 | 달려가는 청춘(1화) / 절체절명(5화)                       |      |
| 2    | 2022년 10월 21일 | 당신에게 드린다(4화) / 행복한 노란 리본(15화)            |      |
| 3    | 2022년 10월 28일 | 트러블은 춤추며 내려왔다(22화) / 미로에서 헤롱헤롱(30화) |      |
| 4    | 2022년 11월 4일  | 입맞춤과 함께 하자!(137화)                               |      |
| 5    | 2022년 11월 11일 | 사랑과 투혼의 글러브(216화) / 너 기다려도...(26화)       |      |
| 6    | 2022년 11월 18일 | 좋은 날의 여행(7화) / 오유키(10화) / 아타루의 은퇴(61화) |      |
| 7    | 2022년 11월 25일 | 정들면 고향(86화) / 살아있는 쓰레기는 바다에(91화)       |      |
| 8    | 2022년 12월 2일  | 전입생, 위기일발... / 이별 파티 위기일발...              |      |
| 9    | 2022년 12월 9일  | 사랑으로 죽이고 싶다 / 자습 소동                         |      |
| 10   | 2022년 12월 16일 | 전율의 참관일 / 너를 떠난 후                             |      |
| 11   | 2022년 12월 23일 | 멘도남매 / 멘도저 신년회                                 |      |
| 12   | 2023년 1월 6일   | 텐짱이 왔다 / 둘만의 데이트                              |      |
| 13   | 2023년 1월 13일  | 급식빵 쟁달전 / 텐짱한테 선물을!!                        |      |
| 14   | 2023년 1월 20일  | 미즈노코지 가문의 남성 / 트러블 레터                     |      |
| 15   | 2023년 1월 27일  | 슬픔의 팥앙금은, 사랑의 맛 / 추억 위기일발 / 약품 피해   |      |
| 16   | 2023년 2월 3일   |                                                          |      |
| 17   | 2023년 2월 10일  |                                                          |      |

## 주제곡

### 오프닝
| 파트  | 제목                               | 작사               | 작곡               | 노래      | 애니메이션 시리즈 | 비고 |
| ----- | ---------------------------------- | ------------------ | ------------------ | --------- | ----------------- | ---- |
| 제1기 | 아이우에 feat. 미나미, SAKURAmoti  | SAKURAmoti, 미나미 | SAKURAmoti, 미나미 | MAISONdes | 제1~11화          |      |
| 제1기 | 아이 워너 무츄 feat. asmi, 스리이  | 스리이             | 스리이             | MAISONdes | 제12~23화         |      |
| 제2기 | 록 온 feat. 하시메로, 메구리메구루 | 메구리메구루       | 메구리메구루       | MAISONdes | 제24~35화         |      |

### 엔딩
| 파트  | 제목                                  | 작사       | 작곡       | 노래      | 애니메이션 시리즈 | 비고 |
| ----- | ------------------------------------- | ---------- | ---------- | --------- | ----------------- | ---- |
| 제1기 | 도쿄・샹디・랑데부 feat. 카후, 츠미키 | 츠미키     | 츠미키     | MAISONdes | 제1~11화          |      |
| 제1기 | 사랑이 부족해 feat. yama, 니토.       | 니토.      | 니토.      | MAISONdes | 제12~23화         |      |
| 제2기 | 뇌앵 feat. 9Lana, SAKURAmoti          | SAKURAmoti | SAKURAmoti | MAISONdes | 제24~35화         |      |

### 참조주
1. ↑  Loo, Egan (2022년 1월 1일). “Urusei Yatsura Manga Gets New TV Anime in 2022”. 《Anime News Network》. 2022년 1월 1일에 확인함.
2. ↑  uy_allstars. ✬TVアニメ『#うる星やつら』✬
第1弾キービジュアル公開❣️
あたるとラムが見つめ合うボーイ・ミーツ・ガールなデザイン❤
📺放送情報
22年10月より
フジテレビ“#ノイタミナ”ほかにて
#あたる #ラム (트윗).; |날짜=가 없거나 비었음 (도움말)
3. ↑  アニメ「うる星やつら」は10月13日から、ラムやあたるらが友引町に集まる新ビジュも. 《Natalie》 (일본어). Natasha, Inc. 2022년 9월 15일. 2022년 9월 15일에 확인함.